# 推理小説の賞
推理小説の賞（すいりしょうせつのしょう）は、推理小説および推理小説に関する評論・研究等に与えられる賞。または、推理小説の分野に貢献のあった個人に贈られる賞。

## 日本

### 年間最優秀作品の表彰
発表された日本国内の推理小説から年間最優秀作品を選んで表彰する賞には、1948年に始まった日本推理作家協会賞（日本推理作家協会主催）がある。アメリカ合衆国のアメリカ探偵作家クラブ（MWA）賞（1946年 - ）、イギリスの英国推理作家協会（CWA）賞（1955年 - ）と並んで、世界でも屈指の長い歴史を持つ賞である。部門には変遷があるが、2000年以降は「長編及び連作短編集部門」「短編部門」「評論その他の部門」の3つに分かれている。このうち短編部門の受賞作は、日本推理作家協会編のアンソロジー『ザ・ベストミステリーズ 推理小説年鑑』（講談社、毎年7月頃刊行）に収録される。
また2001年には、推理小説の中で特に「本格推理小説」に対象をしぼって優秀作品を表彰する本格ミステリ大賞（本格ミステリ作家クラブ主催）が始まっている。こちらは、「小説部門」「評論・研究部門」の2部門がある。本格ミステリ大賞には短編小説部門はないが、優秀な短編作品は本格ミステリ作家クラブ編のアンソロジー『本格ミステリ 本格短編ベスト・セレクション』（講談社ノベルス、毎年6月頃刊行）の収録作として選出される。
推理作家の名を冠した賞としては、ハードボイルド作家大藪春彦の業績を記念した大藪春彦賞（大藪春彦賞選考委員会主催、徳間書店後援、1999年 - ）があり、当初よりハードボイルドに限らず広くエンターテインメント作品を対象に表彰を行っている。この賞は、「優れた物語世界の精神を継承する新進気鋭の作家および作品に贈られる」とされている。2010年に第1回の選考結果が発表される山田風太郎賞（角川文化振興財団、角川書店主催）は、推理小説から時代小説、伝奇小説まで幅広いジャンルで活躍した作家山田風太郎の名を冠した賞で、新人・中堅作家の小説の中から、「ミステリー、時代、SFなどジャンルを問わず、その年に発表された最も面白いと思われる作品」に授与される。
以上は基本的に、国内の作品を評価し表彰するものだったが、2009年には日本語に訳された翻訳ミステリーの年間ベスト1を選ぶ翻訳ミステリー大賞も創設されている。
また、賞ではないが、1年間に刊行された日本国内および翻訳の推理小説を作家や評論家、ファンが順位づけするランキングも、ランキング本の出版や雑誌へのランキング掲載という形で多く発表されている（推理小説#推理小説の番付を行っている本・雑誌参照）。
| 賞名               | 開始年 | 主催                                   | 部門（対象）                                               | 備考                                 |
| ------------------ | ------ | -------------------------------------- | ---------------------------------------------------------- | ------------------------------------ |
| 日本推理作家協会賞 | 1948年 | 日本推理作家協会                       | 「長編及び連作短編集部門」「短編部門」「評論その他の部門」 | 例年3月に候補作発表、4月に受賞作発表 |
| 本格ミステリ大賞   | 2001年 | 本格ミステリ作家クラブ                 | 「小説部門」「評論・研究部門」                             | 例年2月に候補作発表、5月に受賞作発表 |
| 翻訳ミステリー大賞 | 2010年 | 翻訳ミステリー大賞シンジケート         | 翻訳の推理小説                                             | 2010年3月に第1回受賞作発表           |
| 大藪春彦賞         | 1999年 | 大藪春彦賞選考委員会主催、徳間書店後援 | 日本国内の小説（推理小説に限らない）                       | 例年1月に受賞作発表                  |
| 山田風太郎賞       | 2010年 | 角川文化振興財団、角川書店             | 日本国内の小説（推理小説に限らない）                       | 2010年10月に第1回受賞作決定          |

（年は、最初に結果発表・授賞が行われた年）
- 日本推理作家協会賞の選評は日本推理作家協会公式サイトで見ることができる（最新の選評は『オール讀物』7月号に掲載される）。本格ミステリ大賞の選評は『紙魚の手帖』6月号に、大藪春彦賞の選評は『読楽』3月号に、山田風太郎賞の選評は『小説 野性時代』特別編集冬号に掲載される。

### 個人に対する表彰
推理小説の発展に寄与した個人に与えられる賞としては、光文文化財団が主催する日本ミステリー文学大賞（1998年 - ）があり、毎年1名を選んで賞を授与している。存命の作家・評論家に贈られるのが普通だが、作家の死去後に特別に賞が贈られたこともある。また、年間最優秀作品を表彰する上述の本格ミステリ大賞（本格ミステリ作家クラブ主催、2001年 - ）でも、推理小説の発展に貢献した個人に対して特別賞が贈られることがあり、今までに推理作家の鮎川哲也、講談社の編集者宇山日出臣、東京創元社の編集者戸川安宣、日本・台湾で編集者・評論家として活動する島崎博の4名に贈られている。
また、現在は長編の公募新人賞になっている江戸川乱歩賞も、初めは、その年に推理小説に関して業績をあげた人に対して、過去の実績も考慮して贈呈する賞として始まった。第1回（1955年）は当時雑誌『宝石』に連載中だった「探偵小説辞典」が評価され、推理小説評論・研究家の中島河太郎が受賞し、第2回（1956年）は個人ではなく「ハヤカワ・ポケット・ミステリ」（1953年 - ）の出版という業績に対して、出版社である早川書房が受賞している。第3回以降、現在のような長編の公募新人賞となった。
推理小説の発展に寄与した個人に贈られる賞
- 日本ミステリー文学大賞（例年10月に発表、翌年3月に贈呈式。選評は『小説宝石』12月号に掲載）
- 本格ミステリ大賞（特別賞として、過去に4名が受賞）
- 江戸川乱歩賞（第1回と第2回（1955年・1956年）のみ）

### 公募の新人賞

#### 長編の公募新人賞
公募の新人賞では、1955年に創設された江戸川乱歩賞（日本推理作家協会主催、講談社・フジテレビ後援）が最も歴史が長い。江戸川乱歩賞は第3回（1957年）より長編推理小説を公募する新人賞となっており、多くの作家を生みだしている。ほかに著名な推理作家の名を冠した長編の公募新人賞に横溝正史ミステリ&ホラー大賞（角川書店主催、1981年 - ）、鮎川哲也賞（東京創元社主催、1990年 - ）、アガサ・クリスティー賞（早川書房、早川記念文学振興財団主催、2010年 - ）がある。横溝正史ミステリ&ホラー大賞は、2019年度より横溝正史ミステリ大賞と日本ホラー小説大賞が合併し現在の名称となり、推理小説に加えてホラー小説も対象としている。鮎川哲也賞は特に本格推理小説を志す新人のための賞である。なお、アガサ・クリスティー賞以外の3賞は初期には江戸川乱歩、横溝正史、鮎川哲也本人が最終選考に参加していた。
ほかに、長編推理小説を募集する新人賞に、日本ミステリー文学大賞新人賞（光文文化財団主催、刊行は光文社、1998年 - ）、『このミステリーがすごい!』大賞（宝島社主催、2002年 - ）、ばらのまち福山ミステリー文学新人賞（広島県福山市主催、刊行は講談社・光文社・原書房、2008年 - ）、新潮ミステリー大賞（新潮社主催、2014年 - ）、警察小説新人賞（小学館主催、2022年 - ）、論創ミステリ大賞（論創社主催、2022年 - ）、黒猫ミステリー賞（産業編集センター出版部主催、2023年 - ）がある。日本ミステリー文学大賞新人賞は、推理小説のアンソロジーの編集や推理小説に関するさまざまな企画を行う推理小説専門図書館「ミステリー文学資料館」を運営する光文文化財団が主催する賞である。『このミステリーがすごい!』大賞は、多くの賞と異なり小説家ではなく評論家が最終選考委員を務め、賞金は現行の推理小説の公募新人賞では最も高額の1200万円である。ばらのまち福山ミステリー文学新人賞は、推理作家島田荘司の出身地である広島県福山市が主催する賞で、最終選考は島田荘司が1人で行い、応募要項に本格推理小説を募集すると明記している点が特徴である。警察小説新人賞は、警察小説大賞（小学館主催、2019 - 2021年）をリニューアルしたもので、警察小説を対象とした賞である。
新人賞に類する公募新人発掘企画としてカッパ・ツー（光文社主催、2016年 - ）が存在する。前身のKAPPA-ONEは推理小説以外の小説も対象としていたが、カッパ・ツーは本格推理小説を対象としている。
松本清張賞（日本文学振興会主催、刊行は文藝春秋、1994年 - ）は、推理小説から歴史小説・時代小説まで幅広いジャンルで活躍した作家松本清張の業績を記念したもので、以前は推理小説または歴史・時代小説を公募する新人賞だったが、第11回（2004年）からはジャンルを問わずエンターテインメント作品を募集する賞になっている。また、第5回（1998年）までは短編の賞であった。
メフィスト賞（1996年 - ）は講談社の文芸誌『メフィスト』で募集される賞で、募集要項では「広義のエンタメ作品」としているが、推理小説やミステリ要素が強い作品の受賞が多い。選考は下読みを介さずに編集者だけで行う。募集・選考は随時行われるため、1年間に複数の作品が刊行される。講談社では、講談社BOX新人賞、講談社Birthなど同じく編集者が直接選考する賞を創設しており、この2つでも推理小説が選ばれることがあるが、その割合はメフィストよりもさらに低い。
日本の推理作家の名を冠した公募の新人賞として島田荘司推理小説賞（2009年 - ）があるが、これは日本ではなく台湾で実施されているもので、中国語で書かれた長編推理小説を対象とする公募新人賞である。
| 賞名                               | 開始年 | 主催（出版社）                         | 最終選考委員                                           | 正賞                     | 副賞（賞金） |
| ---------------------------------- | ------ | -------------------------------------- | ------------------------------------------------------ | ------------------------ | ------------ |
| 江戸川乱歩賞                       | 1955年 | 日本推理作家協会（講談社）             | 綾辻行人、新井素子、京極夏彦、柴田よしき、月村了衛     | 江戸川乱歩像             | 500万円      |
| 横溝正史ミステリ&ホラー大賞        | 1981年 | 角川書店                               | 綾辻行人、有栖川有栖、黒川博行、辻村深月、米澤穂信     | 金田一耕助像             | 300万円      |
| 鮎川哲也賞                         | 1990年 | 東京創元社                             | 辻真先、東川篤哉、麻耶雄嵩                             | コナン・ドイル像         | 印税全額     |
| 日本ミステリー文学大賞新人賞       | 1998年 | 光文文化財団（光文社）                 | 月村了衛、辻村深月、湊かなえ、薬丸岳                   | シエラザード像           | 500万円      |
| 『このミステリーがすごい!』大賞    | 2002年 | 宝島社                                 | 大森望、香山二三郎、瀧井朝世                           | -                        | 1200万円     |
| ばらのまち福山ミステリー文学新人賞 | 2008年 | 広島県福山市（講談社・光文社・原書房） | 島田荘司                                               | トロフィー               | 印税全額     |
| アガサ・クリスティー賞             | 2011年 | 早川書房、早川記念文学振興財団         | 鴻巣友季子、法月綸太郎、ハヤカワミステリマガジン編集長 |                          | 100万円      |
| 新潮ミステリー大賞                 | 2014年 | 新潮社                                 | 貴志祐介、道尾秀介、湊かなえ                           |                          | 300万円      |
| カッパ・ツー                       | 2016年 | 光文社                                 | 石持浅海、東川篤哉                                     |                          | [ 注 4 ]     |
| 警察小説新人賞                     | 2022年 | 小学館                                 | 相場英雄、今野敏、月村了衛、長岡弘樹、東山彰良         |                          | 300万円      |
| 論創ミステリ大賞                   | 2022年 | 論創社                                 | 横井司ほか                                             |                          | 100万円      |
| 黒猫ミステリー賞                   | 2023年 | 産業編集センター出版部                 | 産業編集センター出版部                                 |                          | 50万円       |
| 松本清張賞（推理小説に限らない）   | 1994年 | 日本文学振興会（文藝春秋）             | 阿部智里、辻村深月、森絵都、森見登美彦、米澤穂信       | 時計                     | 500万円      |
| メフィスト賞（推理小説に限らない） | 1996年 | 講談社文芸図書第三出版部               | 講談社文芸図書第三出版部編集部員                       | シャーロック・ホームズ像 | 印税全額     |

（年は、募集を開始した年ではなく、最初に結果発表・授賞が行われた年。選考委員や正賞・副賞は最新のもの。締切や枚数、結果発表の時期など詳細は各ページを参照のこと。）
- 江戸川乱歩賞の選評は日本推理作家協会公式サイトで見ることができる（最新の選評は『小説現代』7月号に掲載される）。横溝賞の選評は『小説 野性時代』7月号、鮎川賞の選評は『紙魚の手帖』10月号、日本ミステリー文学大賞新人賞の選評は『小説宝石』12月号、新潮ミステリー大賞の選評は『小説新潮』10月号、カッパ・ツーの選考過程は『ジャーロ』、松本清張賞の選評は『オール讀物』6月号、メフィスト賞の選考座談会はWebサイト『tree』に掲載される。『このミステリーがすごい!』大賞、福山ミステリー文学新人賞は公式サイトで選評を公開している。

#### 短編の公募新人賞
短編を公募する賞には、雑誌で募集される賞として、月刊の文芸誌『小説推理』で募集される小説推理新人賞（双葉社主催、1979年 - ）、『読楽』で募集される大藪春彦新人賞（徳間書店主催、2017年 - ）、隔月刊の文芸誌『紙魚の手帖』で募集される創元ミステリ短編賞（東京創元社主催、2023年 - ）がある。大藪春彦新人賞は「冒険小説、ハードボイルド、サスペンス、ミステリーを根底とする、エンターテインメント小説」を対象としている。
また、地方文学賞にも推理小説を募集するものがある。東京都北区が主催し実業之日本社が協賛する北区 内田康夫ミステリー文学賞（2003年 - ）は、北区出身の推理作家内田康夫の協力のもとに創設された賞で、生前は内田康夫本人も最終選考に参加していた。大賞作品はWebサイト『Webジェイ・ノベル』（実業之日本社）に掲載される。
| 賞名                          | 開始年 | 主催       | 作品・選評掲載誌                      | 最終選考委員                                   | 正賞     | 副賞（賞金） |
| ----------------------------- | ------ | ---------- | ------------------------------------- | ---------------------------------------------- | -------- | ------------ |
| 小説推理新人賞                | 1979年 | 双葉社     | 『小説推理』8月号                     | 恩田陸、中山七里、薬丸岳                       | 記念品   | 100万円      |
| 大藪春彦新人賞                | 2017年 | 徳間書店   | 『読楽』10月号                        | 今野敏、馳星周、徳間書店文芸編集部編集長       | 賞状     | 100万円      |
| 創元ミステリ短編賞            | 2023年 | 東京創元社 | 『紙魚の手帖』10月号                  | 大倉崇裕、辻堂ゆめ、米澤穂信                   | 懐中時計 | 30万円       |
| 賞名                          | 開始年 | 地域       | 作品・選評掲載誌                      | 最終選考委員                                   | 正賞     | 副賞（賞金） |
| 北区 内田康夫ミステリー文学賞 | 2003年 | 東京都北区 | 『Webジェイ・ノベル』（実業之日本社） | 山前譲、新名新、北区長、北区文化振興財団理事長 | -        | 100万円      |

#### 評論の公募新人賞
推理小説の評論を対象とする新人賞は、創元推理評論賞（東京創元社主催、1994年 - 2003年）終了後は、同賞の選考委員や受賞者が中心となって結成された探偵小説研究会が募集する探偵小説評論賞（2007年 - 2009年）があった。探偵小説研究会は、現在は賞という枠組みをはずして論考の募集を行っている。

### 終了した公募新人賞

#### 長編
- サントリーミステリー大賞（文藝春秋・サントリー・朝日放送主催、1983 - 2003年、全20回）
- 日本推理サスペンス大賞（日本テレビ主催、新潮社協力、1988 - 1994年、全7回）
- 新潮ミステリー倶楽部賞（新潮社主催、1996 - 2000年、全5回）
- ホラーサスペンス大賞（新潮社・幻冬舎・テレビ朝日主催、2000 - 2005年、全6回）
- KAPPA-ONE（光文社、2002 - 2008年） - 募集は推理小説に限らない
- 警察小説大賞（小学館主催、2019 - 2021年、全3回）

すでに募集を終了した長編の公募新人賞には以上のようなものがある。サントリーミステリー大賞は一時期日本語以外の作品の応募も受け付けており、受賞した際には日本語に翻訳されて刊行された。新潮ミステリー倶楽部賞からは伊坂幸太郎、ホラーサスペンス大賞からは道尾秀介がデビューしている。KAPPA-ONE（カッパワン）は、メフィスト賞と同じように編集者が直接選考し優秀作を刊行する新人賞で、『本格推理』（光文社文庫）から選抜された第1期の4人（石持浅海、東川篤哉、加賀美雅之、林泰広）以外では、詠坂雄二らがデビューしている。警察小説大賞は、現在は警察小説新人賞として実施されている。

#### 短編
- 宝石賞（『宝石』で募集、1960 - 1964年、全5回）
- オール讀物推理小説新人賞（『オール讀物』で募集、1962 - 2007年、全46回）
- 双葉推理賞（『推理ストーリー』で募集、1966 - 1969年、全4回）
- 幻影城新人賞（『幻影城』で募集、1976 - 1978年、全4回）
- ハヤカワ・ミステリ・コンテスト（『ミステリマガジン』で募集、1990 - 1992年、全3回）
- 『本格推理』および『新・本格推理』（公募アンソロジー、1993 - 2009年）
- 小説現代推理新人賞（『小説現代』で募集、1994 - 1998年、全5回）
- 創元推理短編賞（『創元推理』で募集、1994 - 2003年、全10回）
- 九州さが大衆文学賞（佐賀県・佐賀市が後援、1994 - 2017年）
- 湯河原文学賞（湯河原文学賞実行委員会〈神奈川県湯河原町〉主催、2001 - 2020年〈小説部門〉）
- ミステリーズ!新人賞（『ミステリーズ!』で募集、2004 - 2022年、全19回）

すでに募集を終了した短編の公募新人賞には以上のようなものがある。宝石賞は、それ以前から積極的に新人を発掘していた推理小説雑誌『宝石』が設けたもので、第4回と第5回は「宝石短編賞」という名称で実施された。また、1962年および1963年には「宝石中編賞」も実施された。幻影城新人賞は小説部門と評論部門があったが、小説部門では泡坂妻夫、連城三紀彦、田中芳樹らがデビューした。創元推理短編賞・ミステリーズ!新人賞は、現在は創元ミステリ短編賞として実施されている。オール讀物推理小説新人賞からは西村京太郎、赤川次郎、宮部みゆき、石田衣良らがデビューした。この賞は、2008年より既存のオール讀物新人賞と一本化された。光文社文庫の『本格推理』および『新・本格推理』は、本格推理短編の公募アンソロジーである。賞ではないが、のちに作家としてデビューする人の作品が多く掲載された。選者は鮎川哲也、後に二階堂黎人が務めた。地方文学賞としては九州さが大衆文学賞と湯河原文学賞がある。九州さが大衆文学賞は笹沢左保の提唱により創設され、推理小説または歴史・時代小説を募集するもので、笹沢の死去後はその功績をたたえ、大賞を「笹沢左保賞」としていた。湯河原文学賞は「トラベルミステリー・サスペンス・ホラー・恋愛など現代を舞台にした小説」を募集するもので、湯河原在住の推理作家西村京太郎が最終選考委員を務めていたが、2020年に小説部門は終了し以降は俳句部門のみが開催されている。

#### ライトノベル（長編）
- 角川学園小説大賞 ヤングミステリー&ホラー部門（角川書店主催、2001 - 2006年、全6回）
- 富士見ヤングミステリー大賞（富士見書房主催、2000 - 2007年、全8回）

ライトノベルでも、一時期ミステリーの賞が設けられた。角川学園小説大賞のヤングミステリー&ホラー部門からは、米澤穂信らがデビューしている。この賞は角川書店の編集部が選考する賞だったが、富士見ヤングミステリー大賞は推理作家が最終選考委員を務める賞で、受賞者には有栖川有栖の推薦を受けてデビューした彩坂美月らがいる。それぞれの刊行レーベル角川スニーカー文庫〈スニーカー・ミステリ倶楽部〉、富士見ミステリー文庫も、賞（部門）の終了に前後して刊行を終えている。

#### 児童文学（短編）
- 日本児童文学者協会編「だいすきミステリー」シリーズ全10巻（2001年、2002年、偕成社）

このシリーズは、全国から公募して選んだ短編ミステリーのアンソロジーである。2001年7月に1巻から5巻まで、2002年7月に6巻から10巻までが刊行された。2001年7月刊の第2巻には、ほぼ同時期に小説推理新人賞を受賞した山之内正文の作品が採用されている。

#### 評論
- 宝石評論賞（『宝石』で募集、1960年、1回のみ）
- 幻影城新人賞（『幻影城』で募集、1976 - 1978年、全4回）
- 創元推理評論賞（『創元推理』で募集、1994 - 2003年、全10回）
- 探偵小説評論賞（探偵小説研究会が募集、2007年 - 2009年、全3回）

短編推理小説を募集していた宝石賞では、第1回のみ宝石評論賞も実施された。幻影城新人賞の評論部門からは栗本薫らがデビューしている。創元推理評論賞の選考委員と受賞者は、のちに探偵小説研究会を結成し、同賞の終了後は探偵小説評論賞を公募した。現在、探偵小説研究会は、賞という形をとらずに論考を募集している。

## 日本以外
推理作家団体が主催する賞については「推理作家#推理作家の団体」も参照。

### アジア

#### 台湾
- 島田荘司推理小説賞（台湾 皇冠文化出版主催、日本の文藝春秋ほか、中国・タイの出版社協賛／公募新人賞、長編小説／2009年 - ）

日本の推理作家島田荘司が最終選考を務める賞。応募者の国籍は問わず、中国語で書かれた長編推理小説を募集する。受賞作は、台湾だけでなく中国、日本、タイで（第2回からはイタリアでも）刊行される。島田荘司の選評は『オール讀物』に掲載される。
- 台湾推理作家協会賞（台湾推理作家協会主催／公募新人賞、短編小説／2003年 - ）

短編の公募新人賞で、第1回島田荘司推理小説賞を受賞した寵物先生（ミスターペッツ）や、同賞で最終選考に残った林斯諺も以前にこの賞を受賞している。台湾以外からの募集も受け付けており、香港の応募者が大賞を受賞したこともある。
- 推理小説評論賞（推理文学研究会主催）

#### 韓国
- 韓国推理文学賞（韓国推理作家協会主催）
- 季刊ミステリ新人賞（韓国推理作家協会主催／公募新人賞、中短編小説および評論）

季刊ミステリ新人賞は、韓国推理作家協会が刊行する『季刊ミステリ』（2002年 - ）誌上で募集されている賞で、受賞作は同誌に掲載される。

#### タイ
- ナンミー・ブックス出版社ミステリー大賞

タイのナンミー・ブックス出版社が設けている賞。受賞作では、チャッタワーラック『二つの時計の謎』が日本語訳されている。ナンミー・ブックス出版社は、タイで最も多く推理小説を刊行している出版社で、島田荘司推理小説賞にも協賛している。

### 欧米・オセアニア

#### 英語圏
推理作家団体主催
- アメリカ探偵作家クラブ（MWA）賞（エドガー賞など、1946年 - ）
- 英国推理作家協会（CWA）賞（ゴールドダガー賞など、1955年 - ）
- アメリカ私立探偵作家クラブ（PWA）賞（シェイマス賞（en）、1982年 - ）
- カナダ推理作家協会（CWC）賞（アーサー・エリス賞、1984年 - ）
- ハメット賞（国際推理作家協会北米支部主催、1992年 - ）
- オーストラリア推理作家協会（CWAA）賞（ネッド・ケリー賞（en）、1996年 - ）

推理小説のファンクラブ等主催
- ネロ・ウルフ賞（en）（ウルフ・パック主催、1979年 - ）
- アンソニー賞（en）（バウチャーコン主催、1986年 - ）
- マカヴィティ賞（国際ミステリ愛好家クラブ主催、1987年 - ）
- アガサ賞（マリス・ドメスティック主催、1989年 - ）
- ディリス賞（en）（1992年 - ）
- バリー賞（1997年 - ）

#### 非英語圏
フランス語圏
- フランス犯罪小説大賞（1930年 - ）
- パリ警視庁賞（fr）（1946年 - 、公募新人賞）
- フランス推理小説大賞（en）（1948年 - 、既刊の優秀作の表彰）
- ミステリ批評家賞（1972年 - ）
- コニャック市ミステリ文学賞

ドイツ語圏
- ドイツ・ミステリ大賞（1985年 - ）
- グラウザー賞（the Glauser prize（de）） - シンジケート（Syndikat（de）、ドイツ・スイス・オーストリアの推理作家団体）主催、1987年 -

北欧
- ガラスの鍵賞 - スカンジナヴィア推理作家協会（the Crime Writers of Scandinavia）主催

ノルウェー・スウェーデン・フィンランド・アイスランド・デンマークの作品が対象の賞
- スウェーデン最優秀推理小説賞（Best Swedish Crime Novel Award（en）） - スウェーデン推理作家アカデミー（Swedish Crime Writers' Academy（en））主催
- マルティン・ベック賞 - スウェーデン推理作家アカデミー主催、スウェーデン語への翻訳作品が対象
- 推理の糸口賞 - フィンランド・ミステリ協会主催
- 外国推理作家賞 - フィンランド・ミステリ協会主催